# Dieter
Dieter  è un nome proprio di persona tedesco maschile.

## Varianti
- Ipocoristici: Didi[1], Tilo

### Varianti in altre lingue
- Polacco: Dyter

## Origine e diffusione
Deriva dal nome germanico Þeudhar, composto dagli elementi þeud ("popolo", "gente", da cui anche Teodorico, Teodolinda, Detlef e Teodemaro) e hari ("esercito", comune a molti altri nomi germanici), e significa "guerriero del popolo".

## Onomastico
Non vi sono santi di nome Dieter, quindi il nome è adespota; l'onomastico si può festeggiare il 1º novembre, giorno di Ognissanti.

## Persone
- Dieter Althaus, politico tedesco

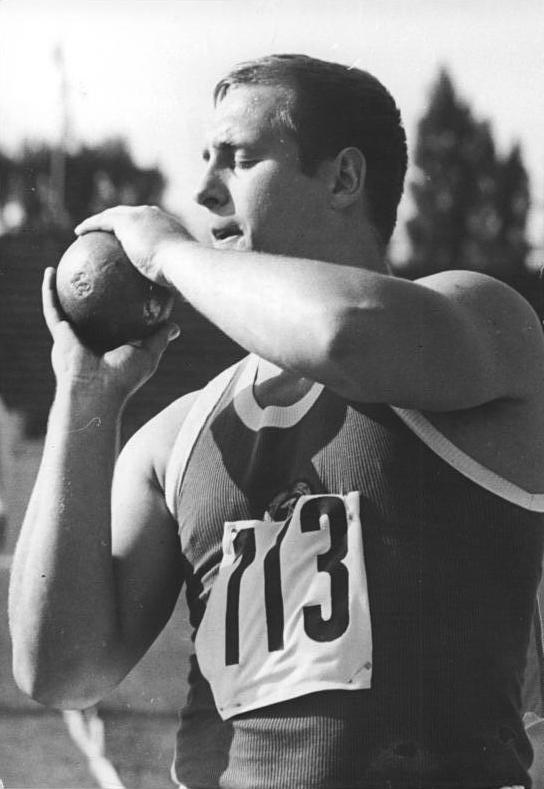
Dieter Hoffmann

- Dieter Bohlen, cantante, compositore tedesco
- Dieter Braun, pilota motociclistico tedesco
- Dieter Hoeneß, calciatore e dirigente sportivo tedesco
- Dieter Hoffmann, atleta tedesco
- Dieter Kühn, calciatore e allenatore di calcio tedesco
- Dieter Lehnhoff, compositore, musicologo e direttore d'orchestra guatemalteco
- Dieter Meier, cantante e musicista svizzero
- Dieter Mirnegg, calciatore e allenatore di calcio austriaco
- Dieter Pauly, arbitro di calcio tedesco
- Dieter Quester, pilota automobilistico austriaco
- Dieter Rams, designer tedesco
- Dieter Roth, poeta, artista e grafico tedesco
- Dieter Schlesak, poeta e scrittore rumeno
- Dieter Thoma, saltatore con gli sci tedesco

### Variante Didi
- Didi Senft, inventore tedesco

## Il nome nelle arti
- Dieter Bonrath è un personaggio della serie televisiva Squadra Speciale Cobra 11.